# Gia Luật Lý Hồ
Gia Luật Lý Hồ (耶律李胡, 911 – 960), nhất danh Hồng Cổ (洪古), tự Hề Ẩn (奚隱), là một thân vương của triều Liêu. Ông là hoàng tử thứ ba của hoàng đế khai quốc Gia Luật A Bảo Cơ. Gia Luật Lý Hồ là hoàng thái đệ trong thời gian trị vì của Liêu Thái Tông. Tuy nhiên, sau khi Liêu Thái Tông mất, Gia Luật Nguyễn đánh bại Gia Luật Lý Hồ và đoạt lấy hoàng vị. Gia Luật Lý Hồ bị bắt giữ rồi mất trong khi bị giam cầm.

## Thân thế
Gia Luật Lý Hồ sinh năm 911, là con trai thứ ba của tù trưởng người Khiết Đan Gia Luật A Bảo Cơ và vợ Thuật Luật Bình, trên ông còn có anh cả Gia Luật Bội và anh hai Gia Luật Đức Quang. Gia Luật Lý Hồ là con trai nhỏ nhất của Thuật Luật Bình, song con trai nhỏ nhất của Gia Luật A Bảo Cơ là Gia Luật Nha Lý Quả (耶律牙里果), do Tiêu thị sinh. Năm 916, Gia Luật A Bảo Cơ xưng là hoàng đế, đặt quốc hiệu là Khiết Đan
Khi còn thiếu niên, Gia Luật Lý Hồ được thuật là dũng hãn, đa lực, tính tàn khốc. Mỗi lần tức giận vì những điều nhỏ nhặt, ông liền cho thích chữ vào mặt người khiến ông tức giận, hoặc ném họ vào nước hay lửa. Khi Liêu Thái Tổ quan sát các hoàng tử ngủ, thấy Gia Luật Lý Hồ co người nằm ở phía trong, Thái Tổ nói tất là thấp kém trong chư tử. Khi đại hàn, Thái Tổ yêu cầu ba hoàng tử đi kiếm củi, Gia Luật Đức Quang không chọn loại củi nên lấy củi về sớm nhất; Gia Luật Bội chọn củi khô rồi bó lại và trở về, xếp thứ hai; Gia Luật Lý Hồ kiếm được ít và để mất nhiều trên đường, khi trở về thì thu tay trong áo và đứng đó. Thái Tổ nói Trưởng xảo, còn Thứ thành, Thiếu không bằng được. Tuy nhiên, Gia Luật Lý Hồ được Thuật Luật hoàng hậu yêu mến.

## Thời Liêu Thái Tông
Thái Tổ mất năm 926, sau đó Thuật Luật Bình loại bỏ quyền kế vị của Gia Luật Bội, ủng hộ Gia Luật Đức Quang kế vị, tức Liêu Thái Tông. Năm 930, Thái Tông sai Gia Luật Lý Hồ đem quân xâm nhập Hậu Đường ở phía nam, Gia Luật Lý Hồ tiến công Hoàn Châu, bắt nhiều người rồi trở về. Thái Tông sau đó lập Lý Hồ làm Hoàng thái đệ, kiêm Thiên hạ binh mã Đại nguyên soái. (Sau đó, Gia Luật Bội đào thoát sang Hậu Đường.) Trong những lần Thái Tông thân chinh, Gia Luật Lý Hồ lưu thủ kinh sư Lâm Hoàng.
Năm 936, Thái Tông tiến hành trợ giúp tướng Hậu Đường là Thạch Kính Đường lật đổ triều đình Hậu Đường. Chiến dịch thành công, Thạch Kính Đường thành lập triều đại Hậu Tấn, thay thế Hậu Đường. Hậu Tấn Cao Tổ Thạch Kính Đường quy phục Khiết Đan, cũng tặng nhiều của cải cho các tướng lĩnh và quý tộc Liêu, trong đó có Gia Luật Lý Hồ. Tuy nhiên, sau khi Hậu Tấn Cao Tổ mất, người kế vị là Thạch Trọng Quý có thái độ đối đầu chống Liêu, khiến Thái Tông tiến hành chiến dịch chống Hậu Tấn vào năm 946, kết quả tiêu diệt triều đại này.

## Sau thời Liêu Thái Tông
Thái Tông xưng là hoàng đế Trung Nguyên, tức vua của cả người Hán và người Khiết Đan, song do phải đương đầu với nhiều cuộc nổi dậy nên đành quyết định lui về đất Liêu, song mất trên đường tại Hằng Châu. Do khi xưa Thuật Luật Bình giết nhiều tù trưởng và chư tướng để tùy táng cùng Thái Tổ, nhiều tướng lĩnh Khiết Đan sợ rằng bà sẽ lặp lại hành động này; Do đó họ ủng hộ con của Gia Luật Bội là Vĩnh Khang vương Gia Luật Nguyễn làm hoàng đế. Gia Luật Nguyễn chế ngự được tướng người Hán là Triệu Diên Thọ và quản lý Hằng Châu, sau đó xưng là hoàng đế, tức Liêu Thế Tông.
Biết rằng Thái hậu muốn để Gia Luật Lý Hồ kế vị, Thế Tông tiến về phía bắc. Thái hậu sai Lý Hồ đem binh đi đánh Thế Tông, song Gia Luật Lý Hồ chiến bại trước Gia Luật An Đoan (耶律安端, em của Liêu Thái Tổ) và Gia Luật Lưu Ca tại Thái Đức Tuyền. Nghe theo lời của Gia Luật Ốc Chất, Thuật Luật Bình nói với Gia Luật Lý hồ rằng không phải bà không muốn lập ông mà do tự ông bất tài, rồi bàn thảo chấp thuận Liêu Thế Tông làm hoàng đế. Thế Tông sau đó giam lỏng Thái hậu Thuật Luật Bình tại mộ của Thái Tổ, và giam lỏng Gia Luật Lý Hồ tại Tổ Châu.
Đến thời Liêu Mục Tông, ngày 1 tháng 11 năm 960 (ngày Bính Tý tháng 10 năm Canh Thân), con của Gia Luật Lý Hồ là Gia Luật Hi Ẩn (耶律喜隱) mưu phản nên cả Hi Ẩn và Lý Hồ đều bị bắt giam. Gia Luật Lý Hồ mất trong ngục, thọ 50 tuổi, an táng ở núi Ngọc Phong. Đến thời niên hiệu Thống Hòa (983-1012) triều Liêu Thánh Tông, Lý Hồ được truy thụy hiệu Khâm Thuận hoàng đế; đến năm 1052 thời Liêu Hưng Tông, ông được đổi tự thành Chương Tú, sau gọi là Hòa Kính. Ngoài Hi Ẩn, ông còn có con là Gia Luật Uyển.